# Перше Степаново
Перше Степа́ново (рос. Первое Степаново, чув. Ямаш) — село у складі Цівільського району Чувашії, Росія. Адміністративний центр Першостепановського сільського поселення.
Населення — 210 осіб (2010; 216 у 2002).
Національний склад:
- чуваші — 99 %

Стара назва — Степаново 1-е.